# Primer Congreso Feminista de Yucatán

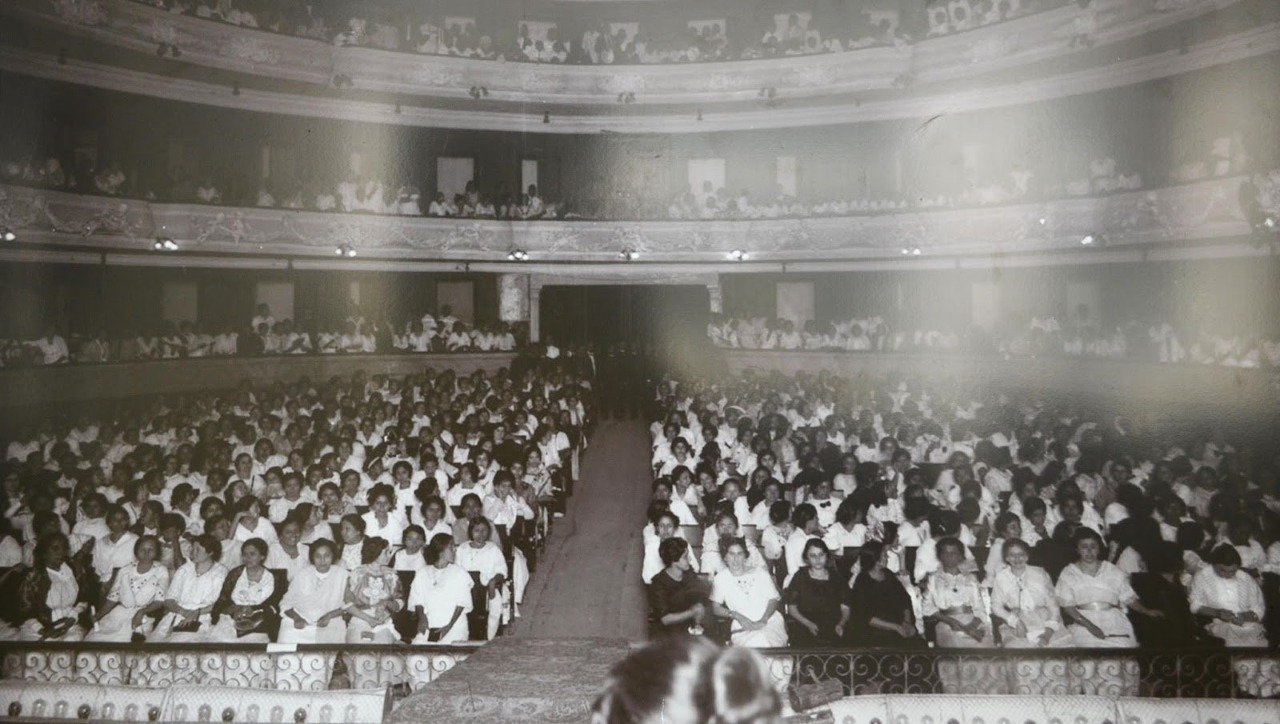
Asistentes del Primer Congreso Feminista de Yucatán.

El Primer Congreso Feminista de Yucatán fue un evento feminista llevado a cabo del 13 al 16 de enero de 1916 en el Teatro Peón Contreras en la ciudad de Mérida, capital del estado de Yucatán, en México. Se le considera el primer congreso feminista en el país y el segundo en Latinoamérica, así como un antecedente del Frente Único Pro Derechos de la Mujer, conformado en 1935.

## Organizadoras
Fue organizado por las feministas yucatecas Consuelo Zavala Castillo, quien fue la presidenta de la Comisión Organizadora; Elvia Carrillo Puerto; Dominga Canto Pastrana, Raquel Dzib Cicero, Rosa Torre González, Beatriz Peniche, Candela Ruíz.  Este congreso fue impulsado y financiado por el gobernador de Yucatán, Salvador Alvarado, con apoyo de Venustiano Carranza. El 28 de octubre de 1915 se publicó la convocatoria para el congreso, que fue llevado a cabo entre los días 13 y 16 del mismo mes. Al congreso asistieron 617 mujeres, la mayoría profesoras y escritoras. Una participante destacada fue Hermila Galindo.

La convocatoria destacaba que las resoluciones y acuerdos a que se llegaran en el Congreso, serían tomados como futuros proyectos, que después de analizar y estudiar podrían verse reflejados en las leyes del municipio. Además de esto, también hay que señalar que el gobernador Salvador Alvarado fue uno de los primeros hombres que se interesó por promover los derechos de las mujeres como sujetos políticos, muestra de ello, es la cita que se publicó acerca del primer Congreso Feminista, publicada en el Diario Oficial del Gobierno Constitucionalista del Estado de Yucatán; 
Para que puedan formarse generaciones libres y fuertes, es necesario que la mujer obtenga un estado Jurídico que enaltezca y una educación que le permita vivir con independencia, buscando en las artes subsistencia honesta. De este modo, los hijos que constituyan la Patria futura, se educarán imitando en las madres, edificantes ejemplos de la labor y libertad.

## Propósitos del Congreso
Los objetivos del congreso se enfocaron en la discusión en torno al sufragio femenino a nivel municipal, los derechos de la mujer, su educación, su papel en la sociedad y su participación en la vida política y pública y el derecho al voto. También se trató el tema de la sexualidad, el cual generó distintas opiniones. En la convocatoria del evento, se enunciaron cuatro preguntas:

1. ¿Cuáles son los medios sociales que deben emplearse para manumitir a la mujer del yugo de las tradiciones?

2. ¿Cuál es el papel que corresponde a la Escuela primaria en la reivindicación femenina, ya que aquella tiene por finalidad preparar para la vida?

3. ¿Cuáles son las artes y ocupaciones que debe fomentar y sostener el Estado, y cuya tendencia sea preparar a la mujer para la vida intensa del progreso?

4. ¿Cuáles son las funciones públicas que puede y debe desempeñar la mujer a fin de que no solamente sea elemento dirigido sino también dirigente de la sociedad?

## Consecuencias
Los puntos más destacados del Congreso fueron sobre la importancia de la Educación temprana en mujeres, específicamente la primaria, misma que se enseñaría de igual forma que a los hombres. En el divorcio la pareja acordaría quien se haría cargo de los hijos y también se solicitó que los hombres presentaran un certificado que demostrara su estado de salud antes de casarse, en cuanto al voto, se dijo que debería estar limitado a las mujeres de 21 años que supieran leer y escribir.
Uno de los resultados fue organizar el Segundo Congreso Feminista, el cual se celebró del 23 de noviembre al 2 de diciembre del mismo año, aunque no tuvo el mismo éxito que el primero. Se le considera el antecedente que llevó al Congreso Constituyente de 1916-1917 a proponer el derecho al voto pasivo y activo de las mujeres que se incorporó a la Constitución Mexicana hasta en 1947 en el municipio, y en 1953, a nivel nacional durante el régimen de Adolfo Ruiz Cortines.
Cabe resaltar que en el segundo congreso se discutió el estatus de la mujer en el Código Civil, principalmente en los temas familiares y el Divorcio, mismos temas que resonaron en la Ley de Relaciones Familiares que publicó Venustiano Carranza el 9 de abril de 1917

## Controversias
Gracias a esta iniciativa pionera en Yucatán, las participantes del congreso, así como los periódicos emitieron diferentes opiniones sobre este acto revolucionario ya que antes del Congreso, se consideraba a la mujer no apta para votar, pues desde la Constitución de 1917 no se les otorgaba ningún papel como sujeto político, solo se concedía este derecho a mujeres excepcionales algunas veces, pues las mujeres comunes, solamente tenían un papel relevante como figura materna y del hogar. 

En el Congreso resonaron voces como la de Francisca Ascanio que alegaba: 
No es necesaria la experiencia previa para entrar a las luchas sufragistas, porque nunca la experiencia es previa y porque la práctica se adquiere en la lucha 
Sin embargo, algunas feministas con una perspectiva conservadora como Consuelo Zavala opinaban que:
ni la mujer educada estaba preparada para votar, [y] que las mujeres del futuro serían las que tendrían el derecho al voto y a ocupar cargos públicos. 